# Piramide Vincent
De Piramide Vincent is een 4215 meter hoge berg in het zuidelijke deel van het Monte Rosamassief. De top ligt geheel in Italië op korte afstand van de grens met Zwitserland.
De berg behoort tot de 82 vierduizenders van de Alpen. De Piramide Vincent ligt ten westen van de Punta Giordani (4046 m) en ten zuiden van de Ludwigshöhe. Op 5 augustus 1819 werd de berg voor het eerst beklommen door de uit Gressoney afkomstige Walliser Johann Niklaus Vincent, naar wie de top vernoemd is, en nog drie andere personen.
Op de zuidflank van de berg liggen langs de Lysgletsjer twee van de belangrijkste berghutten van het Monte Rosagebied; het Rifugio Gnifetti (3611 m) en Rifugio Città di Mantova (3498 m).